# Alba Camarasa
Alba Camarasa Baixauli (Guadasuar, 1987) es una poeta, educadora social y escritora española en lengua catalana.

## Biografía
Camarasa comenzó a escribir textos literarios a muy temprana edad. A los dieciséis años ya había obtenido diversos galardones en competiciones locales y comarcales, si bien no en poesía sino escribiendo en prosa. Escribía cuentos, como Carles i les estreles (Carles y las estrellas), La dona (La mujer), Caçadors de destins (Cazador de destinos) o Això era una vegada una princesa molt bonica.

## Distinciones
En 2008 obtuvo el premio Bancaixa-Universitat de València de poesía por su obra Dreceres i naufragis; así como el premio de poesía Jordi de Sant Jordi Ciutat de la Vall d'Uixó con el poemario Apologia dels dies.
Es diplomada en Educación Social por la Universidad de Valencia, habiendo ejercido en Reus.